# Aldo Haïk
Aldo Haïk (ur. 19 października 1952 w Tunisie) – francuski szachista i dziennikarz, mistrz międzynarodowy od 1977 roku.

## Kariera szachowa
W latach 70. i 80. XX wieku należał do grona najlepszych francuskich szachistów. Dwukrotnie zdobył tytuł indywidualnego mistrza kraju (1972, 1983), poza tym w roku  1988 zajął w finałowym turnieju II miejsce. Pomiędzy 1972 a 1988 rokiem ośmiokrotnie wystąpił na szachowych olimpiadach (w tym 4 razy na I szachownicy), w swoim debiucie zdobywając złoty medal za indywidualny wynik (11 pkt w 12 partiach) na VI szachownicy. Poza tym, w roku 1985 reprezentował barwy narodowe w pierwszych drużynowych mistrzostwach świata, rozegranych w Lucernie (gdzie wywalczył brązowy medal na III szachownicy), a w 1989 - w drużynowych mistrzostwach Europy w Hajfie.
Wielokrotnie startował w turniejach międzynarodowych, jeden z największych sukcesów osiągając w roku 1995, gdy samodzielnie zwyciężył w otwartym turnieju rozegranym w Metz (przed m.in. Olegiem Korniejewem, Anthony Milesem, Aleksandrem Grafem, Bogdanem Laliciem i Tomaszem Markowskim). Poza tym sukcesy odniósł m.in. w Berdze (1976, dz. I m.), Reggio Emilii (1976/77, dz. II m. za Giennadijem Kuźminem, wraz z Istvanem Bilkiem i Bela Tothem), Starej Zagorze (1977, dz. I m.), Londynie (1978, dz. I m.), Bagneux (1978, dz. II m.), Zagrzebiu (1979, dz. II m. za Vlatko Kovaceviciem, wraz z Miso Cebalo), Londynie (1979, Lloyds Bank open, dz. I m. wraz z Heikkim Westerinenem i Murrayem Chandlerem), Amsterdamie (1980, turniej C festiwalu IBM, II m. za Aleksandrem Czerninem), Bukareszcie (1981, III m.), Bagneux (1981, dz. I m.), Panczewie (1985, II m. za Danielem Camporą) oraz w Biel (1986, dz. II m. za Stefanem Kindermannem, wraz z Yehudą Gruenfeldem). Na początku lat 90. zakończył profesjonalną karierę szachisty.
Najwyższy ranking w karierze osiągnął 1 stycznia 1986 r., z wynikiem 2475 punktów zajmował wówczas 2. miejsce (za Borysem Spasskim) wśród francuskich szachistów.
Jest redaktorem we francuskim dzienniku Le Figaro, w którym prowadzi szachową kolumnę. Napisał również kilka książek poświęconych tej tematyce, m.in.:
- Le Jeu d'échecs, c'est facile, 1982 (ISBN 978-2-226-01313-2)
- Les Échecs spectaculaires: 150 chefs-d'œuvre de l'histoire des échecs; Parties, études, problèmes, 1984 (ISBN 2-226-01965-0)